# کولتابان
کولتابان (به لاتین: Kultaban) یک منطقهٔ مسکونی در روسیه است که در باشقیرستان واقع شده‌است.